# Plectus assimilis
Plectus assimilis är en rundmaskart som beskrevs av Butschli 1873. Plectus assimilis ingår i släktet Plectus och familjen Plectidae. Inga underarter finns listade i Catalogue of Life.